# 孔廟
孔廟（こうびょう）は、中華人民共和国山東省曲阜市中心部に位置する孔子廟。儒教の始祖である孔子を祭祀する廟所（孔子廟）としては中国最大の規模を有する。中国歴代の皇帝達によって増築・補修された結果、宮殿のような壮大な建築群となり、紫禁城・岱廟と並ぶ中国三大宮廷建築の一つと呼ばれている。1994年以降、ユネスコの世界遺産（文化遺産）に孔府・孔林とともに三孔として登録された。中国の5A級観光地（2007年認定）。

## 歴史

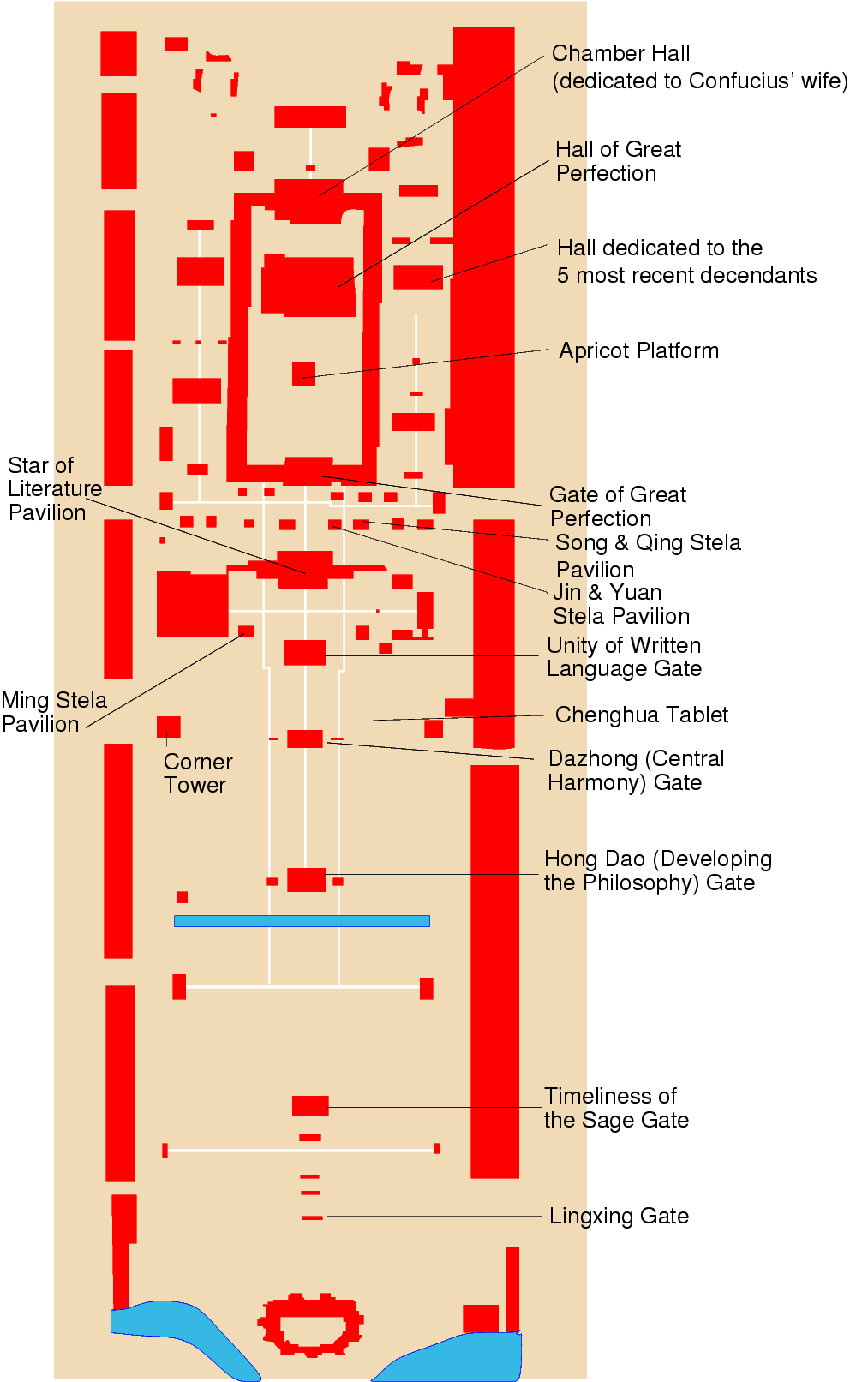
孔廟の平面図

孔子の死後2年のうちに、孔子の家は魯の哀公により廟とされた。紀元前205年、後に前漢を開いた劉邦は魯において孔廟で犠牲を供えて孔子を祭る祭礼を行った。彼は後の皇帝たちや高官たちの前例を作ることとなった。皇帝たちは即位の後や戦勝など重要な機会には曲阜を訪れるようになった。12人の皇帝が孔子を祭るため曲阜に直接訪れ、その他100人以上の皇帝は代理人を累計196回派遣している。
もとの孔子の三部屋の家は隋代の611年（大業7年）、廟所再建の際に撤去された。北宋の1012年（大中祥符5年）及び1094年（紹聖元年）、3殿閣群と4庭園に再構築、その周囲に柱間総数400を超える多くの宮殿建築が建造された。金末の1214年（貞祐2年）には火災と略奪により孔廟は破壊された。その後元初の1302年（大徳6年）までに孔廟は再建され、1331年（至順2年）には孔子廟は宮殿のように壁で囲まれることになった。明代の1499年（弘治12年）、火災により焼失、その後再建された際に孔廟は現在の規模で再建され、後年、建物や石碑・装飾などの追加が次々と行われた。
文化大革命の際に封建主義の象徴として破壊の対象とされたが、文革終了後に修復工事が実施され現在に至る。

## 孔廟の概要

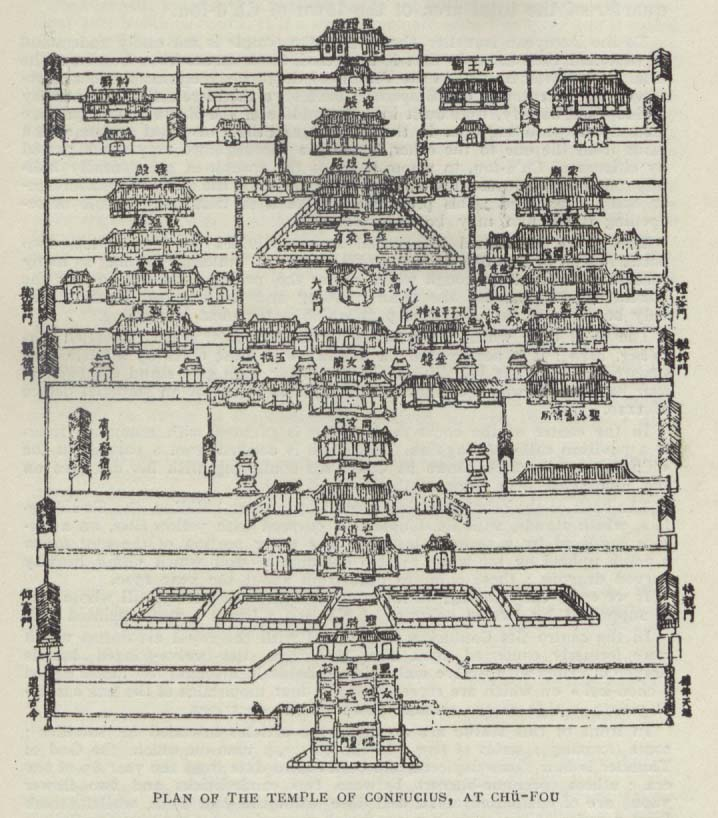
1912年に描かれた孔廟の図

孔廟建築群は、中国で紫禁城に次いで二番目に大きな歴史的建造物群である。敷地面積は140,000平方メートルにおよび、木々に覆われた広大な敷地に高い大きな屋根の楼閣がいくつも突き出している。宮殿建築の柱間数は460もある。
1499年の火災後の大規模改築では明代の都城である紫禁城を強く反映されている。廟の主要部は9つの庭を取り囲むように建物が配置され、それら庭や建物は南北に向けられた長さ1.3kmの直線上に左右対称に並べられている。
最初の3つの庭は小さな門があり、客を迎えるように高い松の木が植えられている。最も南の門は「欞星門」（Lingxing Gate、木偏に霊と書いて欞）と呼ぶ。欞星は古代の伝説では天上にある星で、古代の帝王を祭る際はこの星に対し儀式を行ったが、孔子もこれら帝王と同格の扱いということを表している。残りの庭を取り囲む建物群が孔廟の心臓部を形成している。これらは皇帝の色である黄色の瓦を葺かれた朱色の外壁の宮殿で、周囲の深緑の松の木々と色の対照が際立ち、非常に強い印象を残す建物である。
主要な建物は石碑などを置いた殿閣である（金から元代、1115年-1368年の建築）。「奎文閣」は1018年（天禧2年）に造営され、1504年（弘治17年）と1985年に大規模改修された建物であり、歴代の皇帝から下賜された経書などが収められている。大聖門から先は三つの宮殿群が左右対称に並んでいる。東側の「東路」は詩礼堂などを中心に孔子の五代前までの祖先を祭る廟である。西の「西路」は金絲堂など、孔子の父母を祭る廟で、学問所にもなっている。巨大な「中路」の建築群は大成殿を中心に、孔子や先儒・先賢たちを祭っている。すべての廟が五殿・一祠・一閣・一壇・二堂・十七碑亭・五十三門坊を備えており、黄色の瓦で葺かれ松の大木に囲まれている。また敷地内にあるさまざまな人々から贈られた石碑は2,000を超える。

## 大成殿と杏壇

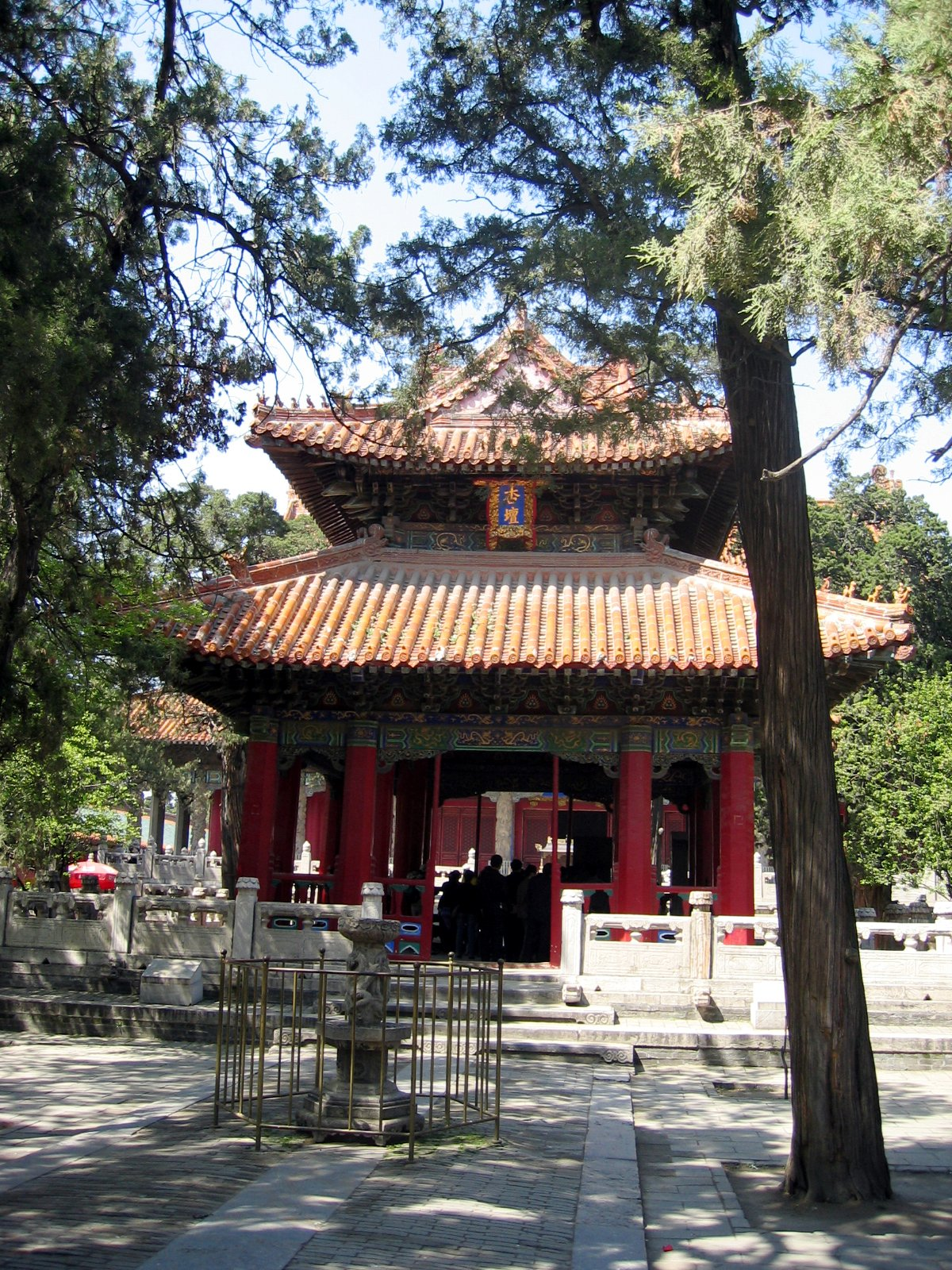
杏壇門

大成殿はすべての中心となる巨大な建物で、横54m、奥行き34m、高さは32mに達する。28本の装飾を施された柱で支えられているが、それぞれ6mの高さと0.8mの直径があり、それぞれ地元の一個の石から切り出されている。宮殿正面の10本の柱は渦を巻いた龍で飾られている。これらの柱は、皇帝が曲阜を訪れたときには、皇帝に嫉妬心を起こさせて持ち去られないようにするため覆いを掛けられていたといわれている。大成殿は孔子の祭祀にあたって犠牲を供える場所でもある。
大成殿の前の庭にあるのは「杏壇」で、ここは孔子が弟子に講学を行ったところとされる。その際、杏の木の下で教えたといわれることを記念して名づけられている。